# Беляево-Горицкое
Беляево-Горицкое — деревня в Кимрском районе Тверской области России. Входит в состав Горицкого сельского поселения.

## География
Деревня находится в юго-восточной части Тверской области, в зоне хвойно-широколиственных лесов, в пределах Верхневолжской зандровой низины, на расстоянии примерно 43 километров (по прямой) к северо-западу от города Кимры, административного центра района. Абсолютная высота — 147 метров над уровнем моря.

### Климат
Климат характеризуется как умеренно континентальный, с относительно мягкой снежной зимой и умеренно тёплым влажным летом. Среднегодовая температура воздуха — 3 °C. Средняя температура воздуха самого холодного месяца (января) — −9,1 °C (абсолютный минимум — −50 °C), средняя температура самого тёплого (июля) — 17 — 18 °С (абсолютный максимум — 35 °С). Безморозный период длится около 125 дней. Годовое количество атмосферных осадков составляет в среднем 550—600 мм, из которых большая часть выпадает в тёплый период. Снежный покров держится в течение 150 дней.

### Часовой пояс
Деревня Беляево-Горицкое, как и вся Тверская область, находится в часовой зоне МСК (московское время). Смещение применяемого времени относительно UTC составляет +3:00.

## Население
| 2008 | 2010 |
| ---- | ---- |
| 0    | →0   |